# Илија Неранџић
Илија Неранџић (17. јул 1804 - 6. април 1869) био је српски књижар, трговац и задужбинар.

## Биографијa
Родио се у Грбешима у Требињу, од оца Васиља и мајке Стане. Школовао се у херцеговачком манастиру Дужи, у коме је од калуђера научио да чита и пише. Рано је овладао читањем и писањем, што је у то време била реткост. У Требињу је изучио кројачки занат, након чега се сели у Сарајево и почиње да се бави трговином, мада не баш успешно. У Ужице се преселио 1837, отворио дућан и, тргујући памуком и рујем, стекао поприлично богатство и постао значајно име у вароши.
Преко Мокрогорског карантина стизале су му велике количине руја, које су слали трговци из Босне. Био је пријатељ народног просвећивања и важио је за часног и примерног човека. Будући да је био један од ретких писмених људи, куповао је књиге, држао књижару и залагао за описмењавање српске деце. Сматрао је да ће се квалитет живота побољшати описмењавањем што већег броја људи. Због тога је отворио и своју књижару у Ужицу и ђацима бесплатно делио књиге.
У Неранџићевој служби био је Милан Матковић, кога је он описменио, научио лепом опхођењу и умесном трговању. Давао је свој допринос ондашњим ужичким културним и просветним установама и помагао вредној сиротињи, као што су ђаци и жене ткаље које су на тај начин преживљавале. Постао је познат широм Србије, а у Ужицу је био први који је отворио своју књижару. Био је познат као велики љубитељ књижарства и просветитељства.
Познато је да је био пренумерант Данице и других листова, па и књига из тог времена . Илија је био једини Ужичанин пренумерант на Вуков Српски рјечник који је штампан у Бечу 1852. године.

## Школа
Пред своју смрт саставио је тестамент у којем је сву своју имовину претворио у новац који је износио 45 000 чаршијских гроша. Највећи део тог новца наменио је зидању прве ужичке основне школе. Поред тога, део свог капитала наменио је требињској школи (две стотине дуката), цетињској школи (педесет дуката), манастиру Дужи (десет дуката) и својим сестрама (по двадесет). Окружни суд у Ужицу примио је тестамент и деловао по Неранџићевој жељи. Међутим, неке одредбе су пре, а неке касније извршене.
Иако је то било време честих устанака и ратова, за Ужичане је тада најважније питање трајало више од једне деценије, а то је било питање изградње школе. Тестамент је постао извршан тек 1857. године, а ратно стање је пролонгирало зидање школске зграде на Доњој чаршији. У свом тестаменту Неранџић је нагласио своју жељу да зграда школе буде изграђена од тврдог материјала, како би што дуже опстала. Од извршилаца тестамента стриктно је захтевао да се сва средства претворе у новац и употребе у сврхе које је навео, уз допуну о надгробном белегу себи за спомен.
Осим за надгробни споменик, целокупно своје богатство Неранџић је наменио подизању и одржавању двеју школа, херцеговачкој и ужичкој. Управо прва ужичка основна школа била је школа подигнута Неранџичевом заслугом. Пре њене изградње, деца су се школовала по кућама. Зграда је била приземна и налазила се у центру Ужица. Естетски изглед овој грађевини давао је некадашњи улаз у школу. Године 1932. школа је проширена добивши спрат, али на њој не постоји никакво обележје намењено Неранџићу. Будући да је то била највећа школска зграда у околини, Ужичани су је називали Велика основна школа или Прва основна школа, како је и данас често називају. Иако је више пута мењала свој назив, данас је позната као Прва основна школа Краља Петра II.
О значају ове школе сведоче и подаци да су њу похађали угледни људи као што су филолог Љубомир Стојановић, председник краљевске владе Љубомир Каљевић, писац Милутин Ускоковић, оскаровац Стојан Стив Пешић, као и прва новинарка Политике Марија Мага Магазиновић и академик Љубомир Симовић.

## Смрт
Неранџић је током свог живота доста стекао и важио за газду од угледа. Умро је 6.априла 1869. године у Ужицу, где је и сахрањен. Своје имање завештао је на подизање и одржавање школа у својој вароши, а споменик су му подигли Лука Митровић и Милан Ј. Ускоковић. Тадашњи председник ужичке општине послао је Министру просвете и црквених дела молбу да се Неранџићу ода посебна посмртна почаст. Молба је налагала да поред ђака из основне школе, погребу присуствују и професори и ђаци чувене ужичке Реалке, јер је и ова школа добила извесну суму од Неранџића.
Данас, његов надгробни споменик је оборен и зарастао у коров. У школи никада није постављено ниједно друго обележје које би подсећало на њеног утемељивача осим минијатурне рељефне плоче на фасади, на којој се једва препознаје првобитни изглед школе. Његов надгробни споменик пронађен је крајем 20. века.

## Занимљивости
- Једна од улица на Слануши, испод Белог гробља, већ више од 60 година носи име по Илији Неранџићу.
- Илијин гроб пронашао је историчар Милорад Искрин
- Милан Ђ. Милићевић:„Читао је књиге кад год би слободна времена имао. Стога су га мештани, особито Турци (док су живели у Ужицу), држали за учена човека, и припитивали су га у много случајева: на прилику, ако је ко разбирао за цену каквом старом новцу, томе су одговарали:  -Иди питај Наранџића, ако ни он не зна казати, други ни толико!” [4]
- На споменику који подигоше стараоци написано је:               „Илија В. Неранџић, трговац ужички, родио се 17. јула 1803. год. у Херцеговини, окр.  требињски  у селу Грбешима, умро 13. априла 1869. (по старом календару). Покојник је био велики родољуб и имање своје завештао је на подизање и одржавање школа у свом завичају и вароши Ужицу. Споменик овај подигоше му стараоци масе његове: Лука Митровић и Милан Ј. Ускоковић.“ [5]